# Hemicycliophora
Genre
Hemicycliophora est un genre de nématodes de la famille des Hemicycliophoridae.

## Liste des espèces
Selon l'IRMNG (26 avril 2021) :

### Noms acceptés
- Hemicycliophora aberrans Thorne, 1955
- Hemicycliophora adolia Khurramov, 1985
- Hemicycliophora amchitkaensis Bernard, 1982
- Hemicycliophora andrassyi Brzeski, 1974
- Hemicycliophora aquatica Micoletzky, 1913
- Hemicycliophora arcuata Thorne, 1955
- Hemicycliophora arenaria Raski, 1958
- Hemicycliophora argiensis Khan & Nanjappa, 1972
- Hemicycliophora armandae Al-Banna & Gardner, 1993
- Hemicycliophora belemnis Germani & Luc, 1973
- Hemicycliophora biloculata Colbran, 1969
- Hemicycliophora biosphaera Chitambar, Mahato, McClure & Marino, 1997
- Hemicycliophora brevicauda Sauer, 1958
- Hemicycliophora brevis Thorne, 1955
- Hemicycliophora californica Brzeski, 1974
- Hemicycliophora catarinensis Manso, 1996
- Hemicycliophora charlestoni Reay, 1985
- Hemicycliophora chathami Yeates, 1978
- Hemicycliophora chilensis Brzeski, 1974
- Hemicycliophora conida Thorne, 1955
- Hemicycliophora corbetti Siddiqi, 1980
- Hemicycliophora demani Edward & Rai, 1971
- Hemicycliophora diolaensis Germani & Luc, 1973
- Hemicycliophora dulli Van den Berg & Tiedt, 2001
- Hemicycliophora ekdavici Darekar & Khan, 1981
- Hemicycliophora ekrami Sultan & Singh, 1982
- Hemicycliophora epicharis Raski, 1958
- Hemicycliophora epicharoides Loof, 1968
- Hemicycliophora eucalypti Reay, 1985
- Hemicycliophora eugeniae Khan & Basir, 1963
- Hemicycliophora filicauda Doucet, 1982
- Hemicycliophora floridensis (Chitwood & Birchfield, 1957)
- Hemicycliophora fluvialis Bird, 1999
- Hemicycliophora fragilis Doucet, 1982
- Hemicycliophora garhwalensis Gupta & Gupta, 1982
- Hemicycliophora gracilis Thorne, 1955
- Hemicycliophora guptai Duggal & Koul, 1985
- Hemicycliophora halophila Yeates, 1967
- Hemicycliophora hellenica Vovlas, 2000
- Hemicycliophora hesperis Raski, 1958
- Hemicycliophora iberica Castillo, Gomez-Barcina & Loof, 1989
- Hemicycliophora index Jairajpuri & Khan, 1979
- Hemicycliophora iranica Loof, 1984
- Hemicycliophora italiae Brzeski & Ivanova, 1978
- Hemicycliophora iwia Brzeski, 1974
- Hemicycliophora juglandis Choi & Geraert, 1975
- Hemicycliophora koreana Choi & Geraert, 1971
- Hemicycliophora labiata Colbran, 1971
- Hemicycliophora lambertii Van den Berg, 1988
- Hemicycliophora lingualis Kannan, 1961
- Hemicycliophora litoralis Reay, 1985
- Hemicycliophora litorea Van den Berg, 1987
- Hemicycliophora loofi Maas, 1970
- Hemicycliophora lutosa Loof & Heyns, 1969
- Hemicycliophora macristhmus Loof, 1968
- Hemicycliophora macrodorata Raski & Valenzuela, 1986
- Hemicycliophora madagascariensis Germani & Luc, 1973
- Hemicycliophora mangiferum Misra & Edward, 1971
- Hemicycliophora megalodiscus Loof, 1984
- Hemicycliophora meridaensis Crozzoli & Lamberti, 2006
- Hemicycliophora mettleri Jenkins & Reed, 1964
- Hemicycliophora micoletzkyi Goffart, 1950
- Hemicycliophora minora Wu, 1966
- Hemicycliophora montana Eroshenko, 1980
- Hemicycliophora monticola Mehta, Raski & Valenzuela, 1983
- Hemicycliophora nana Thorne, 1955
- Hemicycliophora natalensis Loof & Heyns, 1969
- Hemicycliophora nigeriensis Germani & Luc, 1973
- Hemicycliophora nortoni Brzeski, 1974
- Hemicycliophora nucleata Loof, 1968
- Hemicycliophora nyanzae Schoemaker, 1968
- Hemicycliophora obesa Thorne, 1955
- Hemicycliophora obtusa Thorne, 1955
- Hemicycliophora oryzae De Waele & Van den Berg, 1988
- Hemicycliophora ovata Colbran, 1962
- Hemicycliophora parajuglandis Choi & Geraert, 1995
- Hemicycliophora parvana Tarjan, 1952
- Hemicycliophora pauciannulata Luc, 1958
- Hemicycliophora peca Van den Berg, 1987
- Hemicycliophora pinocheti Mehta & Raski, 1985
- Hemicycliophora poranga Monteiro & Lordello, 1978
- Hemicycliophora postamphidia Rahaman, Ahmad & Jairajpuri, 1996
- Hemicycliophora pruni Kirjanova & Shagalina, 1974
- Hemicycliophora pseudochilensis Barbez & Geraert, 1980
- Hemicycliophora punensis Darekar & Khan, 1981
- Hemicycliophora raskii Brzeski, 1974
- Hemicycliophora repetekensis Krall, Ivanova & Shagalina, 1987
- Hemicycliophora rionegrensis Doucet, 1982
- Hemicycliophora ripa Van den Berg, 1981
- Hemicycliophora ritteri Brizuela, 1963
- Hemicycliophora rotundicauda Thorne, 1955
- Hemicycliophora saueri Brzeski, 1974
- Hemicycliophora sculpturata Loof, 1984
- Hemicycliophora shepherdi Wu, 1966
- Hemicycliophora sheri Brzeski, 1974
- Hemicycliophora siddiqii Deswal & Bajaj, 1987
- Hemicycliophora signata Orton Williams, 1978
- Hemicycliophora similis Thorne, 1955
- Hemicycliophora spinituberculata Loof, 1984
- Hemicycliophora spinosa Colbran, 1969
- Hemicycliophora stiaani Van den Berg & Tiedt, 2000
- Hemicycliophora straturata Bermani & Luc, 1973
- Hemicycliophora striatula Thorne, 1955
- Hemicycliophora sturhani Loof, 1984
- Hemicycliophora subaolica Jairajpuri & Baqri, 1973
- Hemicycliophora tarjani Khan & Basir, 1963
- Hemicycliophora tenuis Thorne, 1955
- Hemicycliophora tenuistriata Doucet, 1982
- Hemicycliophora tesselata Sauer, 1958
- Hemicycliophora thienemanni Schneider, 1925
- Hemicycliophora thornei Goodey, 1963
- Hemicycliophora transvaalensis Heyns, 1962
- Hemicycliophora triangulum Loof, 1968
- Hemicycliophora typica de Man, 1921
- Hemicycliophora utkali Ray & Das, 1981
- Hemicycliophora vidua Raski, 1958
- Hemicycliophora vietnamense Nguyen-Vu-Thanh & Nguyen-Ngoc-Cha, 2001
- Hemicycliophora vitiensis Orton Williams, 1978
- Hemicycliophora wallacei Reay, 1985
- Hemicycliophora wesca Van den Berg & Meyer, 1987
- Hemicycliophora zuckermani Brzeski, 1963

### Synonymes
- Hemicycliophora attapadii Rahaman, Ahmad & Jairajpuri, 1996, synonyme de Aulosphora attapadii (Rahaman, Ahmad & Jairajpuri, 1996)
- Hemicycliophora bilineata Singh & Khan, 1999, synonyme de Aulosphora bilineata (Singh & Khan, 1999)
- Hemicycliophora brzeskii Barbez & Geraert, 1980, synonyme de Aulosphora brzeskii (Barbez & Geraert, 1980)
- Hemicycliophora dahomensis Germani & Luc, 1976, synonyme de Aulosphora dahomensis (Germani & Luc, 1976)
- Hemicycliophora dhirendri Husain & Khan, 1967, synonyme de Hemicycliophora labiata Colbran, 1971
- Hemicycliophora ferrisae Brzeski, 1974, synonyme de Loofia uniformis (Thorne, 1955)
- Hemicycliophora gigas Thorne, 1955, synonyme de Loofia gigas (Thorne, 1955)
- Hemicycliophora indica Siddiqi, 1961, synonyme de Aulosphora indica (Siddiqi, 1961)
- Hemicycliophora longicaudata Loos, 1948, synonyme de Caloosia longicaudata (Loos, 1948)
- Hemicycliophora lutosoides Loof, 1984, synonyme de Hemicycliophora lutosa Loof & Heyns, 1969
- Hemicycliophora major Yeates, 1978, synonyme de Hemicycliophora chathami Yeates, 1978
- Hemicycliophora mangiferae Misra & Edward, 1971, synonyme de Hemicycliophora demani Edward & Rai, 1971
- Hemicycliophora meghalayaensis Rahaman, Ahmad & Jairajpuri, 1996, synonyme de Aulosphora meghalayaensis (Rahaman, Ahmad & Jairajpuri, 1996)
- Hemicycliophora musae Khan & Nanjappa, 1972, synonyme de Aulosphora indica (Siddiqi, 1961)
- Hemicycliophora nudata Colbran, 1963, synonyme de Hemicaloosia nudata (Colbran, 1963)
- Hemicycliophora nullinca Van den Berg, 1987, synonyme de Hemicycliophora demani Edward & Rai, 1971
- Hemicycliophora oostenbrinki Luc, 1958, synonyme de Aulosphora oostenbrinki (Luc, 1958)
- Hemicycliophora osmani Das & Shivaswamy, 1977, synonyme de Aulosphora osmani (Das & Shivaswamy, 1977)
- Hemicycliophora paracouensis Van den Berg & Quénéhervé, 1995, synonyme de Aulosphora paracouensis (Van den Berg & Quénéhervé, 1995)
- Hemicycliophora paradoxa Luc, 1958, synonyme de Hemicaloosia paradoxa (Luc, 1958)
- Hemicycliophora penetrans Thorne, 1955, synonyme de Aulosphora penetrans (Thorne, 1955)
- Hemicycliophora planiannulata Singh & Khan, 1999, synonyme de Loofia planiannulata (Singh & Khan, 1999)
- Hemicycliophora quercea Mehta & Raski, 1984, synonyme de Hemicycliophora demani Edward & Rai, 1971
- Hemicycliophora robusta Loof, 1968, synonyme de Loofia robusta (Loof, 1968)
- Hemicycliophora salicis Sofrygina, 1972, synonyme de Loofia thienemanni (Schneider, 1925)
- Hemicycliophora silvestris Jenkins & Reed, 1964, synonyme de Hemicycliophora vidua Raski, 1958
- Hemicycliophora strenzkei Volx, 1951, synonyme de Paratylenchus strenzkei (Volx, 1951)
- Hemicycliophora tesselata Boonduang & Ratanaprapa, 1974, synonyme de Hemicaloosia paradoxa (Luc, 1958)
- Hemicycliophora truncata Colbran, 1965, synonyme de Colbranium truncatum Colbran, 1956
- Hemicycliophora uniformis Thorne, 1955, synonyme de Loofia uniformis (Thorne, 1955)
- Hemicycliophora vaccinii Reed & Jenkins, 1963, synonyme de Loofia vaccinii (Reed & Jenkins, 1963)
- Hemicycliophora veechi Maqbool, Shahina & Zarina, 1986, synonyme de Hemicycliophora ekdavici Darekar & Khan, 1981
- Hemicycliophora vivida Wu, 1966, synonyme de Hemicycliophora vidua Raski, 1958